# Sinéad Mulvey
Sinéad Mulvey är en sångerska från Irland som tillsammans med gruppen Black Daisy representerade sitt land i Eurovision Song Contest 2009 men slogs ut i semifinalen.